# Povodí Dunaje

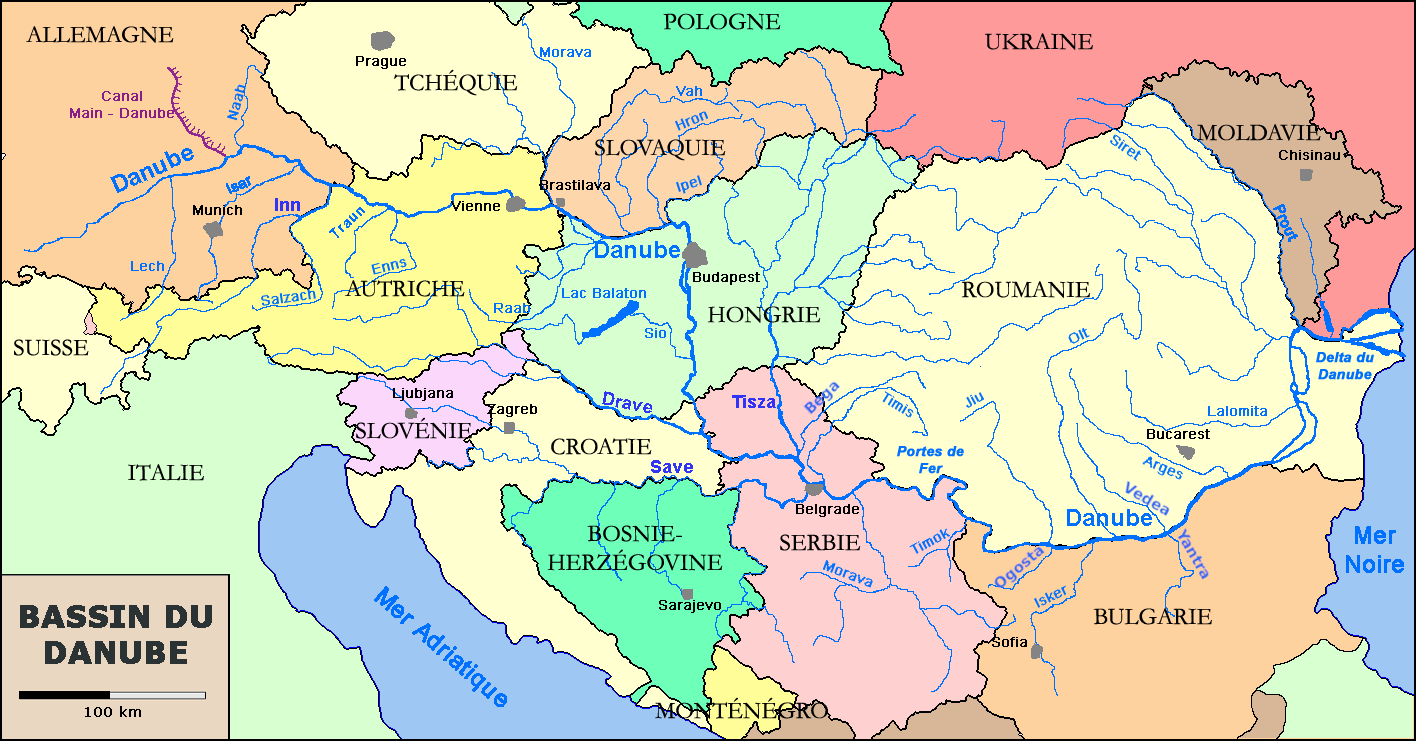
Povodí Dunaje podle zemí

Povodí Dunaje je povodí řeky 1. řádu a je součástí úmoří Černého moře. Tvoří je oblast, ze které do řeky Dunaje přitéká voda buď přímo nebo prostřednictvím jeho přítoků. Jeho hranici tvoří rozvodí se sousedními povodími. Na západě je to povodí Rýna a Povodí Pádu a na severu povodí Labe, povodí Odry, povodí Visly a povodí Dněpru a na jihu povodí Vardaru, povodí Marice a také povodí menších přítoků Jaderského, Egejského a Černého moře. Nejvyšším bodem povodí je s nadmořskou výškou 4049 m Piz Bernina ve Východních Alpách.

## Země v povodí
Povodí zasahuje na území 19 zemí a zasahuje část sporného území Kosova. Následující tabulka obsahuje velikost povodí v jednotlivých zemích podle dvou různých zdrojů.
| Země                | podle ICPDR v km² | podle cawater v km² |
| ------------------- | ----------------- | ------------------- |
| Rumunsko            | 232 193           | 228 500             |
| Maďarsko            | 93 030            | 92 800              |
| Srbsko              | 81 560            | 81 500              |
| Rakousko            | 80 423            | 81 600              |
| Německo             | 56 684            | 59 000              |
| Bulharsko           | 47 413            | 40 900              |
| Slovensko           | 47 084            | 45 600              |
| Bosna a Hercegovina | 36 636            | 38 200              |
| Chorvatsko          | 34 965            | 35 900              |
| Ukrajina            | 30 520            | 29 600              |
| Česko               | 21 688            | 20 500              |
| Slovinsko           | 16 422            | 17 200              |
| Moldavsko           | 12 834            | 13 900              |
| Černá Hora          | 7075              | [ 5 ]               |
| Švýcarsko           | 1809              | 2500                |
| Itálie              | 565               | 1200                |
| Polsko              | 430               | 700                 |
| Albánie             | 126               | 200                 |
| Severní Makedonie   | 109               | [ 5 ]               |
| celkem              | 801 463           | 790 100             |

## Správa povodí
Na území Česka se správou povodí zabývají státní podniky Povodí Moravy a Povodí Vltavy.
Na území Polska se správou povodí zabývá regionální úřady vodního hospodářství se sídlem ve Vratislavi pro povodí Moravy a se sídlem v Krakově pro povodí Oravy.

## Dílčí povodí
| povodí              | rozloha km² | nejvyšší bod            | nadm.výška m | odtékající řeka | průtok v ústí m³/s | km ústí | místo ústí          |
| ------------------- | ----------- | ----------------------- | ------------ | --------------- | ------------------ | ------- | ------------------- |
| Povodí Tisy         | 157 200     | Pietrosul               | 2 303,0      | Tisa            | 810,0              | 1 214,5 | Srbsko              |
| Povodí Sávy         | 95 700      | Triglav                 | 2 864,0      | Sáva            | 1 760,0            | 1 170,0 | Srbsko              |
| Povodí Siretu       | 44 000      | Ineu                    | 2 279,0      | Siret           | 185,0              | 155,1   | Rumunsko            |
| Povodí Drávy        | 41 238      | Grossglockner           | 3 798,0      | Dráva           | 610,0              | 1 382,5 | Chorvatsko          |
| Povodí Velké Moravy | 37 444      | Hajla ,                 | 2 403,0      | Velká Morava    | 255,0              | 1 104,5 | Srbsko              |
| Povodí Prutu        | 27 500      | Hoverla                 | 2 061,0      | Prut            | 80,0               | 134,1   | Rumunsko, Moldavsko |
| Povodí Moravy       | 26 658      | Praděd                  | 1 491,3      | Morava          | 120,0              | 1 880,3 | Rakousko, Slovensko |
| Povodí Innu         | 26 100      | Piz Bernina             | 4 049,0      | Inn             | 730,0              | 2 225,2 | Německo             |
| Povodí Oltu         | 24 300      | Moldoveanu              | 2 544,0      | Olt             | 174,0              | 600,6   | Rumunsko            |
| Povodí Sió          | 14 953      | Kab-hegy                | 599,0        | Sió             | 39,0               | 1 498,0 | Maďarsko            |
| Povodí Argeș        | 12 400      | Moldoveanu              | 2 544,0      | Argeș           | 71,0               | 432,0   | Rumunsko            |
| Povodí Váhu         | 10 640      | Kriváň                  | 2 494,0      | Váh             | 152,0              | 1 765,8 | Slovensko           |
| Povodí Ráby         | 10 401      | Osser                   | 1 548,0      | Rába            | 18,0               | 1 794,0 | Maďarsko            |
| Povodí Timiș        | 10 280      | Căleanu                 | 2 196,0      | Timiș           | 47,0               | 1 154,2 | Srbsko              |
| Povodí Jiu          | 10 070      | Parângul Mare           | 2 519,0      | Jiu             | 80,0               | 691,6   | Rumunsko            |
| Povodí Ialomițy     | 8 900       | Omu                     | 2 507,0      | Ialomița        | 40,0               | 231,1   | Rumunsko            |
| Povodí Iskăru       | 8 600       | Musala                  | 2 926,0      | Iskăr           | 54,0               | 637,0   | Bulharsko           |
| Povodí Isaru        | 8 370       | Zugspitze ,             | 2 962,0      | Isar            | 175,0              | 2 281,7 | Německo             |
| Povodí Jantry       | 7 900       | Botev                   | 2 376,0      | Jantra          | 40,0               | 536,7   | Bulharsko           |
| Povodí Vedey        | 7 500       | Pielești                | 610,0        | Vedea           | 40,0               | 530,0   | Rumunsko            |
| Povodí Enže         | 5 940       | Hoher Dachstein         | 2 995,0      | Enže            | 195,0              | 2 111,8 | Rakousko            |
| Povodí Náby         | 5 514       | Schneeberg Německo      | 1 051,0      | Nába            | 50,3               | 2 385,0 | Německo             |
| Povodí Hronu        | 5 455       | Ďumbier                 | 2 043,0      | Hron            | 53,7               | 1 716,0 | Slovensko           |
| Povodí Ipeľu        | 5 200       | Drahová                 | 1 118,0      | Ipeľ            | 21,0               | 1 708,2 | Slovensko, Maďarsko |
| Povodí Traunu       | 4 277       | Hoher Dachstein         | 2 995,0      | Traun           | 135,0              | 2 125,0 | Rakousko            |
| Povodí Lechu        | 4 100       | Parseierspitze          | 3 036,0      | Lech            | 120,0              | 2 496,4 | Německo             |
| Povodí Altmühlu     | 3 258       | Dürrenberg Německo      | 656,0        | Altmühl         | 24,3               | 2 415,0 | Německo             |
| Povodí Řezné        | 2 953       | Velký Javor             | 1 456,0      | Řezná           | 35,0               | 2 379,2 | Německo             |
| Povodí Osămu        | 2 874       | Žaltec                  | 2 226,0      | Osăm            | 16,4               | 600,0   | Bulharsko           |
| Povodí Mlavy        | 2 810       | Beljanica               | 1 339,0      | Mlava           | 10,0               | 1 091,6 | Srbsko              |
| Povodí Illeru       | 2 200       | Großer Krottenkopf      | 2 656,0      | Iller           | 70,0               | 2 587,9 | Německo             |
| Povodí Litavy       | 2 138       | Heukuppe                | 2 007,0      | Litava          | 30,2               | 1 840,0 | Maďarsko            |
| Povodí Kampu        | 1 753       | Weinsberg               | 1 041,0      | Kamp            | 10,0               | 1 985,0 | Rakousko            |
| Povodí Paaru        | 1 631       | Kreuzberg               | 655,0        | Paar            | 9,5                | 2 449,0 | Německo             |
| Povodí Vilsu        | 1 449       | Seeon Německo           | 515,0        | Vils            | 76,8               | 2 249,0 | Německo             |
| Povodí Karaše       | 1 400       | Poiana Rusului Rumunsko | 1 023,0      | Karaš           | 6,4                | 1 076,5 | Srbsko              |
| Povodí Nery         | 1 380       | Piatra Gozna Rumunsko   | 1 447,0      | Nera            | 13,2               | 1 075,0 | Srbsko, Rumunsko    |
| Povodí Ybbsu        | 1 300       | Ötscher                 | 1 893,0      | Ybbs            | 30,2               | 2 058,0 | Rakousko            |
| Povodí Peku         | 1 236       | Strelnik Srbsko         | 1 065,0      | Pek             | 10,5               | 1 057,1 | Srbsko              |
| Přítoky celkem      | 612 873     | Piz Bernina             | 4 049,0      | Dunaj           | 6 079,1            | 0,0     | Rumunsko, Ukrajina  |